# هالة الدوسري
هالة مبارك الدوسري هي ناشطة سعوديّة في مجال حقوق الإنسان وباحثة اشتهرت بانتقادها للتمييز المتجذر في السعودية ضد النساء والفتيات. تُركّز هالة في نشاطها الحُقوقيّ علَى قضايا حقوق المرأة في السعودية بمَا في ذلك حق المرأة في القيادة، نظام ولاية الرجل على المرأة، قوانين الأسرة التقييدية، العنف القائم على أساس النوع الاجتماعي، وحق النشطاء – بمن فيهم النساء – في الكلام والاحتجاج والكتابة بحريّة.
تعيشُ هالة متنقلة بين مجموعة من الدول؛ فهي حاصِلة على شهادة ماجستير في الكيمياء الطبية والأحياء الجزيئية من كلية العلوم الطبية والتكنولوجية في جامعة الملك عبد العزيز كما تشغلُ منصبَ عضوة في الأكاديمية الصحية الأمريكية وجمعية الصحة العامة الأمريكية.

## النشاط الحقوقي
شاركت هالة في عام 2013 مع ناشطين محليين بارزين في تنظيم حملة 26 أكتوبر لرفع حظر قيادة النساء للسيارات، وشاركت مع أخريات قادوا سياراتهن في شوارع السعودية احتجاجًا على حظر قيادة النساء. تُساهمُ هالة بشكلٍ متواصل في تحرير عديد المقالات التي تنشرها على مدونتها الرسميّة أو باقي مواقع الويب بما في ذلك جريدة الحياة السعودية، الجارديان البريطانية، والجزيرة الإنجليزية وغيرهم من المواقع وعادةً ما تركّز على وضعيّة حقوق الإنسان في المملكة.

## التكريم
كرّمت منظمة هيومن رايتس ووتش الناشِطة الحُقوقيّة هالة الدوسري لمناصرتها لإنهاء التمييز ضد النساء والفتيات والعنف القائم على أساس النوع الاجتماعي في السعودية وخارجها من خِلال تتويجها بجائزة آليسون دي فورج وهي جائزة تُمنح للذين يضعون حياتهم على المحكّ لحماية كرامة الآخرين وحقوقهم.
عقبَ قتل جمال خاشقجي في قنصليّة بلاده في إسطنبول في أكتوبر من عام 2018؛ وبعد مرور أكثر من 4 أشهر على عمليّة الاغتيال قررت صحيفة واشنطن بوست – التي كان يكتبُ فيها جمال – منحَ منحة زمالة بحثية وصحفية باسم الصحفي خاشقجي للحقوقية هالة الدوسري؛ وبموجب الاتفاقيّة فإنّ هالة ستخلفُ جمال في عموده الذي كانَ يكتبه في الصحيفة الأمريكية كما قرّر الفريق التحريري لذات الجريدة ترجمة كلّ مقالاتها إلى اللغة العربية.